# Gavião (Norte)
Gavião ist ein Ort und eine Gemeinde (Freguesia) im Norden Portugals.
Gavião gehört zum Kreis Vila Nova de Famalicão im Distrikt Braga. Die Gemeinde hatte eine Fläche von 4 km² und 3747 Einwohner (Stand 30. Juni 2011).